# Bryometopida
Ordre
Les Bryometopida sont un ordre de Ciliés de la classe des Colpodea.

## Liste des familles
Selon GBIF (7 octobre 2022) et The Taxonomicon (7 octobre 2022) :
- Bryometopidae Jankowski, 1980
- Jaroschiidae Foissner, 1993
- Kreyellidae Foissner, 1979
- Tectohymenidae Foissner, 1993
- Trihymenidae Foissner, 1988

## Systématique
Le nom valide de ce taxon est Bryometopida Foissner, 1985.